# Guillaume Gagnier
Guillaume Gagnier (* 9. Dezember 1890 in Montreal; † 22. August 1962 ebenda) war ein kanadischer Hornist und Kontrabassist.
Gagnier hatte ersten Unterricht bei seinem Vater Joseph Gagnier und studierte dann Horn bei Charles Tanguy. In den 1920er Jahren hatte er Kontrabassunterricht bei Léon Wathieu vom Chicago Symphony Orchestra.
Er wurde 1913 Erster Hornist der Canadian Grenadier Guards Band war von 1935 bis 1950 Erster Hornist des CSM (später Montreal Symphony Orchestra). Daneben war er von 1942 bis 1945 Mitglied des Gagnier Woodwind Quintet. Er wirkte bei verschiedenen Theaterorchestern Montreals als Kontrabassist und trat bei zahlreichen Rundfunk- und Fernsehkonzerten der CBC auf.
| Personendaten    | Personendaten                         |
| ---------------- | ------------------------------------- |
| NAME             | Gagnier, Guillaume                    |
| KURZBESCHREIBUNG | kanadischer Hornist und Kontrabassist |
| GEBURTSDATUM     | 9. Dezember 1890                      |
| GEBURTSORT       | Montreal                              |
| STERBEDATUM      | 22. August 1962                       |
| STERBEORT        | Montreal                              |